# Iglesia de San Juan Bautista (Camarena)
La iglesia de San Juan Bautista es un templo católico de la localidad española de Camarena, en la provincia de Toledo. De estilo gótico-mudéjar de tres naves, su fábrica es de ladrillo. Fue construido a finales del siglo XV. 

## Historia
Fue construida lo largo del XV. Antes de que se construyera el edificio actual, existía un templo mudejar, que data de la Edad Media. Este templo original estaba ligado al periodo de la dominación musulmana en la Península Ibérica, lo que explicaría la influencia mudejar en la arquitectura del lugar. A lo largo de los siglos, la iglesia sufrió diferentes modificaciones y ampliaciones, reflejando las necesidades y los cambios en la población. 
Fue consagrada y comisión del Arzobispo de Toledo Luis Fernández Portocarrero el 31 de enero de 1692, y reconciliada el 3 de febrero por el Obispo de Metoanes.

## Arquitectura

### Exterior
Cabe destacar de su exterior la torre situada en la parte izquierda de la cabecera del templo, con una altura de unos 28 metros. Su diseño y construcción son representativos del estilo mudéjar de finales del siglo XV, siendo de fuerte fábrica de mampostería y ladrillo, de planta cuadrada en la que se abren varias pequeñas ventanas de ojiva. El campanario presenta en cada una de sus caras dos arcos de herradura apuntados inscritos o enmarcados en alfiz. Está coronado con un chapitel piramidal de base cuadrangular.
En la fachada oeste se puede ver la portada principal, de ladrillo que se reduce a un arco apuntado inscrito en un alfiz entre dos estribos de ladrillo con basamentos de sillería. El imafronte de estilo mudéjar es de forma triangular de gran frontón escalonado.

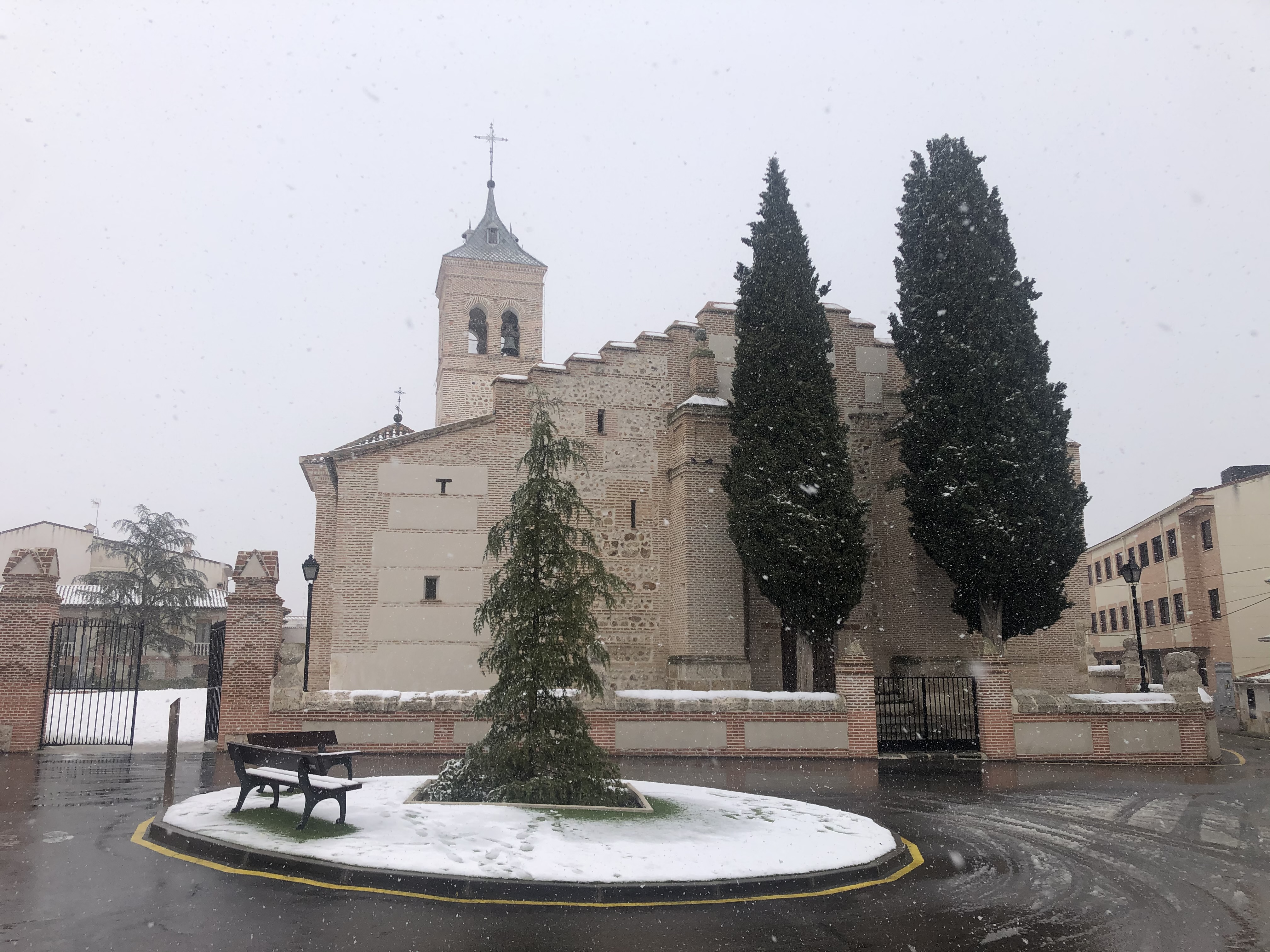
Fachada sur del templo

### Interior
El interior del templo es de planta basilical y consta de tres naves, siendo la del lado del Evangelio más corta dado que por esta se accede a la torre. Las naves están construidas del siglo XVI y se sustentan sobre arcos de medio punto apoyados sobre columnas de granito.
Destacan varias capillas y retablos de distintos estilos, entre ellas la capilla mayor, la de Nuestra Señora de la Caridad, retablo de la Virgen del Rosario, la de Nuestra Señora de los Dolores, y la capilla de San Juan Bautista o Baptisterio

#### Capilla Mayor
Es de estructura gótica con detalles renacentistas, tiene cinco paramentos reforzados con cuatro contrafuertes en los ángulos. En el paramento central existe una ventana de medio punto con dos pequeños rosetones gótico-mudéjares, hoy cegados. Está cubierta por una elevada bóveda de crucería, cuyos haces de nervios cargan en ménsulas. El arco de triunfo es apuntado y se ha adornando en su intradós con casetones y florones platerescos y apoyado en dos pilastras de época con capitel corintio.

#### Retablo mayor

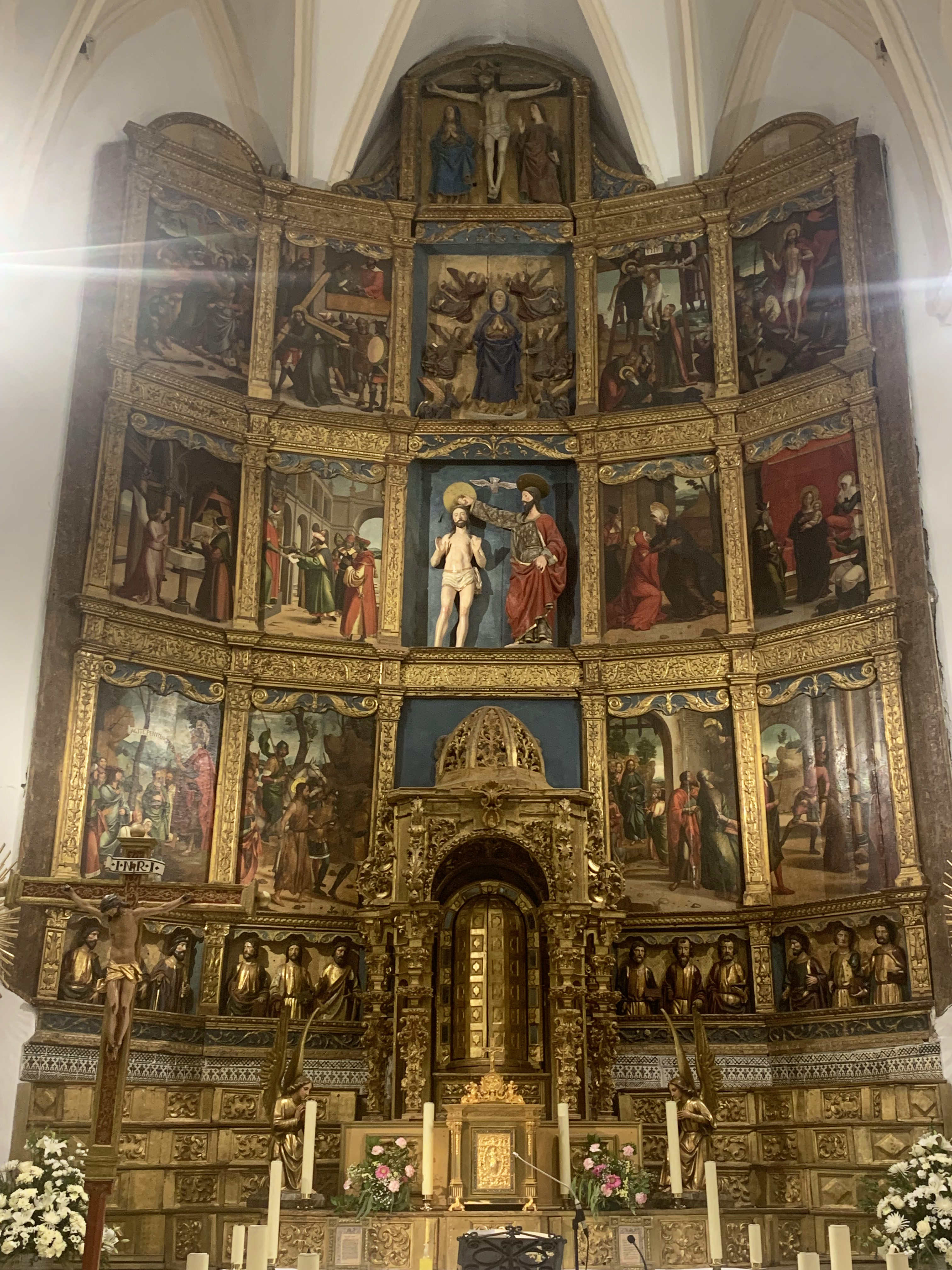
Retablo Mayor

Este retablo, también llamado Retablo de San Juan Bautista, es la obra más imponente y característica de este templo. Fue construido entre los años 1516 y 1517, es de estilo gótico tardío y está compuesto por doce tablas pintadas al óleo por Juan de Borgoña, mismo pintor que realizó las obras pictóricas del retablo mayor de la Catedral de Toledo, y que combinan asuntos sobre la vida de San Juan Bautista y la vida de Jesús, y siete grupos escultóricos realizados por Diego Copín de Holanda.
La composición del retablo es la siguiente:

##### Pinturas
El retablo cuenta con doce pinturas sobre tabla de 160 x 90 cm, correspondientes a los tres cuerpos de las cuatro calles laterales, señalándolas de izquierda a derecha:
Cuerpo superior:
- Beso de Judas o Prendimiento

- Jesús con la cruz a cuestas camino del Calvario.

- Descendimiento.

- Resurrección.

Cuerpo medio:
- Anuncio a Zacarías.

- Presentación de la tablilla en el Templo.

- Visitación de la Virgen a Santa Isabel.

- Nacimiento de San Juan.

Cuerpo inferior:
- San Juan Bautista predicando.

- Detención y conducción a la cárcel de San Juan.

- Visita de los discípulos a San Juan, en la cárcel.

- Degollamiento de San Juan Bautista.

Distintos autores y estudiosos de la obra de Juan de Borgoña coinciden en señalar que el retablo de San Juan Bautista está concebido de modo armónico y equilibrado, como demuestra la uniformidad estructural del conjunto, en la que se presenta una variada composición de las escenas que sólo en algunos detalles es coincidente con obras precedentes o posteriores. Destacan así mismo la repetida y copiosa utilización del color rojo, de modo principal en el cuerpo central, con el fin de vivificar la narración, pero quizá también en relación iconográfica con el Bautista.

##### Esculturas
Los conjuntos escultóricos son los correspondientes al ático, los dos cuerpos superiores de la calle central y los cuatro cuerpos laterales, que forman el banco o predela. Se compone de las siguientes esculturas:
- Ático: Crucifixión, que consta de tres esculturas policromadas, de bulto con un fondo liso, de Cristo crucificado, la Virgen y San Juan.

- Cuerpo superior de la calle central: Asunción de la Virgen, con una imagen de la Virgen y seis ángeles adosados a un fondo liso.

- Cuerpo medio de la calle central: Bautismo de Jesús por San Juan Bautista, dos esculturas sobre fondo liso.

- Cuerpo inferior de la calle central: Según el inventario de la iglesia de 1531 consistía en una Custodia en la que se exponía el Santísimo Sacramento, ha desaparecido. En la actualidad el hueco está tapado por un templete expositor elaborado en 1733.

- Banco o predela: Los doce apóstoles. Formado por cuatro conjuntos de tres esculturas no enteras (por debajo de la cintura) correspondientes a las cuatro calles laterales. Tienen perdidas las manos diestras, en las que portarían los atributos colocados en ellas en 1660 y con un libro en las otras.

La obra de Copín en Camarena se caracteriza por una acusada tendencia al estatismo, que llega, en algunos casos, a la inexpresividad y que se manifiesta en la idealización geométrica de las figuras, sin impedir su individualización. Asimismo, se produce en sus esculturas un carácter de verticalidad, equilibrio y serenidad en sus figuras, alejadas de todo dramatismo.

#### Capilla y Retablo de Nuestra Señora de la Caridad
Situada en la cabecera de la nave del lado de la Epístola está la capilla donde se venera a la Virgen de la Caridad, patrona de la villa, es de estilo ojival o "camarín" y está cubierta por una bóveda de crucería cuyos nervios se apoyan en ménsulas.
El retablo, de estilo renacentista, fue realizado por Mateo de Cibantos entre 1652 y 1660. Con pisos articulados por órdenes arquitectónicas, calles con marcos, dinteles y frontones, ya con influencias del barroco por su ornamentación de motivos vegetales.
Destaca especialmente por su frontón y las esculturas que lo adornan: en la parte superior, en forma triangular, la figura, en relieve policromado, de Dios Padre. Justo debajo se haya, también en relieve policromado, la escena de la Anunciación, con la Virgen y el arcángel Gabriel. En la parte central, a la izquierda, se encuentra la escultura de San Francisco de Paula. En el centro, la imagen de la patrona, una escultura románica vestida según la moda de la época de los Austrias y a la que suelen vestir con diferentes trajes dependiendo del calendario litúrgico. Se encuentra dentro de un trono decorado con columnas salomónicas, que se unen en un halo decorado de ángeles, cruces y diferentes figuras. A la derecha, se encuentra la figura de Santa Ana con la Virgen niña.

#### Retablo de Nuestra Señora del Rosario
Este retablo del siglo XVIII procede del antiguo convento de San Francisco de Padua que paso a manos privadas tras la desamortización de Mendizabal. De estilo barroco, tiene en su ático un cuadro en el que aparecen la Sagrada Familia con San Juan Niño y debajo de este en una hornacina rodeada de columnas salomónicas la talla de la Virgen del Rosario.

#### Capilla de Cristo con la Cruz a Cuestas
Esta capilla está situada en la parte trasera de la nave del Evangelio. Se encuentra enrejada y normalmente no se permite el paso al público general. En ella se encuentra un retablo barroco tardío que fue construido sucesivamente entre 1692-1728, dotado de gran ornamentación, con profusión de temas y volutas vegetales. En él se halla la imagen de Jesús Nazareno o con la Cruz a Cuestas, que sale en procesión el Viernes Santo.

#### Capilla de Nuestra Señora de los Dolores
Esta pequeña capilla se encuentra en la parte trasera del lado de la Epístola. Es una obra barroca policroma del siglo XVIII a la que se accede a través de un pequeño arco de medio punto y en la que se encuentra la imagen de la Virgen de los Dolores que procesiona por las calles de la villa en Semana Santa.

#### Baptisterio
Es esta una pequeña capilla situada al final de la nave del Evangelio se sitúa una pila bautismal decorada con gallones y con inscripciones en el anillo de coronación que data del año 1520 y un cuenco bautismal de cerámica de Talavera de la Reina, realizado en 1919 por el alfar Ruiz de Luna. Se encuentra en esta capilla la imagen de San Juan Bautista, patrón de la villa.

#### Órgano
Situado en el coro a los pies del templo está el órgano construido en 1747 por el maestro organista Luis de Berroxo, realizado en madera de pino policromada tiene una longitud de cinco metros de alto y cuatro de ancho, en su parte superior aloja la trompetería horizontal y el aflautado de fachada mientras que en la inferior integra la consola los pomos de registro protegidos por sendas puertas y el teclado, este consta de 45 notas de octava corta incrustadas en hueso sobre base de nogal. Este órgano quedó inutilizado tras la guerra civil y fue restaurado en 1993 siendo utilizado en la actualidad en las ocasiones de solemnidad.